# Čikla (potok)
Čikla je potok v Karavankah. Je potok z močnim stalnim in dokaj enakomernim pretokom, ki izvira v Podbelščici pod zelenico (psevdovrtačo) Vrtača (približno 130 m nižje), približno 300 m zahodno od Olipove planine, na nadmorski višini približno 1140 m, na spodnjem robu fosilnega plaza Čikla in vzhodno od aktivnega podora Čikla. Nekaj sto metrov (približno 280 m) teče po (od plazenj) deloma zasuti grapi, približno 200 m pred slapom pa že teče po v skalo vrezani prvotni strugi. Od slapa (Slap Čikla /štiristopenjski slap/  – nadmorska višina približno 910 m, višina slapa približno 20 m /morda tudi več ?/) navzdol pa približno 200 m teče po krajši plitvi soteski (globoki od 10 do 40 m). Tam je tudi nekaj skočnikov. V potok Bela priteče kot njegov desni pritok in sicer med Krnico in Koničevim stanom. (Potok Bela se pod vasjo Koroška Bela (v Strugah) kot levi pritok izlije v Savo Dolinko).
Struga potoka Čikla je nadaljevanje zasute ledeniško-hudourniške grape z Belščice, s Hraške planine. Ta grapa je zasuta od kamnitnega praga na zgornjem robu Košutinega preloma (navzdol), do izvira potoka Čikle ter še naprej, skoraj do slapa in sicer v dolžini okoli 900 m.
Na nobeni topografski in na nobeni geološki karti potok Čikla ni označen pravilno. Na mestu Čikle vrisani potok nikjer nima imena in je narisan le kot potok z nestalnim tokom. Kot potok Čikla pa je napačno imenovan in napačno označen (neimenovani) potok, ki priteče s Stamar (izvira sta na nadmorskih višinah približno 1330 m in približno 1390 m) in, ki je ponekod imenovan kot Potok (rudarski zapisi Žige Zoisa), redko pa se ga omenja kot Stamarski potok (edino konkretno poimenovanje). Tu je povezava na napačno izrisano karto : Geopedia vodotok Čikla.
Potok Čikla je za Koroško Belo še prav posebno pomemben in zanimiv tudi zato, ker je na tem mestu nekoč stal hrib Čikla, ki se je dokončno porušil 13. novembra leta 1789 (bila so najmanj štiri večja rušenja – podori) in, ker naj bi ta potok ob zrušenju hriba Čikla, domnevno (skupaj z vodami Urbasa (potok Bela)) in z vodnim valom z Belščice (naj bi se »utrgal oblak«) povzročil katastrofalno povodenj, ki je zasula vas Koroško Belo, kar 47 hiš in poslopij (podatek iz pisnih virov).